# 愛のレキシアター「ざ・びぎにんぐ・おぶ・らぶ」
愛のレキシアター「ざ・びぎにんぐ・おぶ・らぶ」は、ミュージシャン・池田貴史のソロプロジェクトであるレキシの楽曲を基に、演劇界の奇才・河原雅彦が原案、演出、上演台本を手掛ける新作ミュージカル。

## キャスト
織田こきん：山本耕史
カオリコ：松岡茉優
源ヨシツネ：佐藤流司
織田胡蝶：高田聖子
くナーさん：井上小百合
腰元さん：浦嶋りんこ
将軍：山本亨
明智：藤井隆
ウォルト・レキシー：八嶋智人
梅澤裕介/遠山晶司/楢木和也/野田裕貴
巽徳子/YOU/碓井菜央
佐久間夕貴/五十嵐結也/永井直也
カイル・カード/サラ・マクドナルド

## スタッフ
音楽：レキシ
原案・演出：河原雅彦
上演台本：河原雅彦 大堀光威
音楽監督：山口寛雄
音楽監督助手：大塚茜
振付：梅棒
美術：松井るみ
照明：高見和義
音響：大木裕介
衣裳：髙木阿友子
ヘアメイク：宮内宏明
映像：上田大樹　新保瑛加
殺陣・アクション：前田悟
歌唱指導：原田千栄
アカペラ指導：KWANI(ダイナマイトしゃかりきサ～カス)
演出助手：松倉良子
舞台監督：幸光順平
制作：笠原健一
プロデューサー：熊谷信也
協力：ラフィン
企画・制作：TBS
宣伝美術：加藤秀幸(グラインドハウス)
宣伝写真：オノツトム
宣伝スタイリング：古館謙介
宣伝衣裳協力：LoveTiara
宣伝ヘアメイク：宮内宏明
宣伝映像：原口貴光
宣伝・HP制作：ディップス・プラネット

## 公演日程
東京公演：2019年3月10日 - 24日 赤坂ACTシアター （全18公演）
主催：TBS／BS-TBS／キョードー東京／イープラス／ディスクガレージ
大阪公演：3月30 - 31日 オリックス劇場 （全4公演）
主催：サンライズプロモーション大阪
上演時間：3時間10分(休憩20分含む)

## 劇中使用曲
アケチノキモチ
甘えん坊将軍
一休さんに相談だ
刀狩りは突然に
KMTR645
狩りから稲作へ
キャッチミー岡っ引きさん
旧石器ベイベ
牛シャウト！
きらきら武士
古今 to 新古今
古墳へGO！
墾田永年私財法
最後の将軍
SAKOKU
参勤交代
SHIKIBU
SEGODON
そうだレキシーランド行こう
Takeda'
寺子屋FUNK
ドゥ・ザ・キャッスル
姫君Shake！
僕の印籠知りませんか？
LOVE弁慶